# マリア・トールチーフ

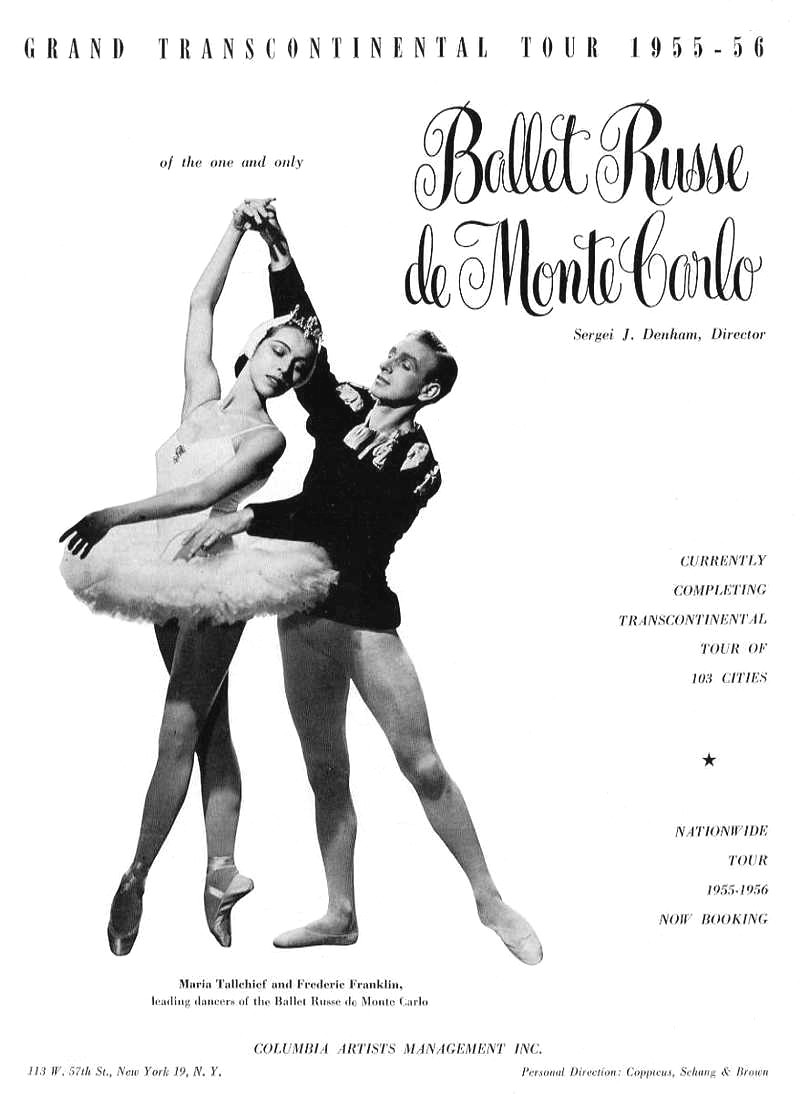
1955年

マリア・トールチーフ （Maria Tallchief, 1925年1月24日 - 2013年4月11日）は、アメリカ・オクラホマ州フェアファックス出身のバレエダンサー。

## 来歴・人物
本名はエリザベス・メアリー・トール・チーフ (Elizabeth Marie Tall Chief)。父はアメリカ・インディアンのオーセージ族酋長、母はスコットランドとアイルランドの血を引く白人だった。
幼少時代にカトリックの学校に通い、のちに一家はビヴァリーヒルズに移住した。そこでマリアは、ブロニスラヴァ・ニジンスカの元で5年間学んだ。ニジンスカのバレエ哲学が彼女の基礎をつくったという。『夜眠るとき、バレリーナのように眠りなさい。通りでバスを待っているときも、バレリーナのように立つのよ』と教えられたと後に語っている。
プロの踊り手を目指した17歳のマリアは、自分で芸名をマリア・トールチーフと決め、ニューヨークへ移ってオーディションを受けた。彼女はバレエ・リュス・ド・モンテカルロに加わり、すぐに頭角を現した。
グルジア生まれの振付家ジョージ・バランシンは、彼女のためにいくつもの作品を創造している。2人は1946年8月に結婚し、1952年に離婚した。子供はなかった。マリアはニューヨーク・シティ・バレエ団の最初のプリマバレリーナとして、1947年から1960年までその座にあった。バランシンは同じバレエ団の首席振付家だった。1949年、マリアはバランシン振付の『火の鳥』を踊った。この作品でマリアはパリ・オペラ座にも立った。バランシン版『くるみ割り人形』の金平糖の精も、彼女が最初である。
世界的な成功をおさめたマリアを讃え、1953年に大統領ドワイト・アイゼンハウアーは、彼女をその年のウーマン・オブ・ザ・イヤーに選定した。
マリアはニューヨーク・シティ・バレエのみならず、世界中のバレエ団と踊り続け、1965年に引退した。
その後、1981年に妹マージョリーとともにシカゴ・シティ・バレエ団を創設し、1987年まで芸術監督を務めた。
2013年4月11日死去。88歳没。

## 家族
マリアは1956年6月にシカゴ出身の建築家ヘンリー・パスチェンと再婚。2003年にヘンリーが亡くなるまで連れ添った。一人娘エリス（1959年生）は、詩人として成功を収めている。
実妹マージョリーも姉マリアと同じくバレエ・ダンサーである。アメリカン・バレエ・シアターなどでキャリアを積み、1957年にアメリカ人としては初のパリ・オペラ座バレエ団のエトワールとなった。オペラ座退団後は1964年から1966年の間、夫スキビンが創設したハークネス・バレエ団に参加。シカゴ・シティ・バレエ団創設後は同バレエ団の学校長に就任した。

## 漫画化
- 『黒鳥-ブラックスワン』 - 山岸凉子による創作。